# Erik Sökjer-Petersén
Erik Julius Sökjer-Petersén (* 4. Dezember 1887 in Hyby; † 17. April 1967 in Åkarp) war ein schwedischer Sportschütze.

## Erfolge
Erik Sökjer-Petersén nahm an den Olympischen Spielen 1912 in Stockholm und 1920 in Antwerpen teil. 1912 belegte er im Laufenden Hirsch in der Einzelkonkurrenz des Einzelschusses den zwölften und im Einzel des Doppelschusses den siebten Rang. Bei den Spielen 1920 gewann er gemeinsam mit Fredric Landelius, Per Kinde, Erik Lundqvist, Alfred Swahn und Karl Richter die Bronzemedaille, als die Mannschaft hinter den US-Amerikanern und den Belgiern Dritter wurde. Mit 73 Punkten war Sökjer-Petersén der schwächste Schütze der Mannschaft.
Sökjer-Petersén war Jäger und Forstwirt.